# Bătălia de la Verbia
Bătălia de la Verbia a fost episodul decisiv al invaziei Moldovei de către despotul Iacob Heraclid, care a avut loc în data 18 noiembrie 1561. Armata lui Heraclid și Olbracht Łaski a fost susținută de Sfântul Imperiu Roman și posibil și de Cavalerii Ospitalieri; cuprindea mercenari străini, inclusiv spanioli înarmați cu archebuze, făcând din aceasta prima bătălie din istoria Moldovei câștigată cu puterea superioară a armelor de foc. Forțele militare moldovenești sub conducerea lui Alexandru Lăpușneanu au fost susținute de ieniceri, dar au pierdut sprijinul crucial din partea cavaleriei atunci când comandantul Ion Moțoc a dezertat din fața inamicului. După bătălie, trupele maghiare ale lui Heraclid au năvălit în Botoșani, măcelărindu-i pe ienicerii supraviețuitori.
Bătălia a fost precedată de vreo doi ani de încercări ale lui Heraclid și asociaților săi de a-l ucide sau alunga pe Lăpușneanu. Din ce în ce mai nepopular printre supușii săi, acesta din urmă își pierduse în final încrederea boierimii. Bătălia de la Verbia i-a permis în cele din urmă lui Heraclid să-și inaugureze domnia ca conducător protestant într-o țară ortodoxă, cimentat de edictul său de toleranță din 2 decembrie 1561. Propria sa popularitate atât printre oamenii simpli, cât și printre boierești a scăzut rapid, în special când a devenit clar că urmărea în mod activ o transformare religioasă a țării. El s-a concentrat, de asemenea, pe planurile de a crea un tărâm „dacic”, aducându-l în conflict cu Regatul Ungariei Răsăritene și pierzându-i sprijinul militar.
Până în 1563, atât Łaski, cât și Moțoc s-au răzvrătit împotriva lui Heraclid, lăsând calea deschisă calea pentru uzurparea de către Ștefan Tomșa. Asediat la Suceava, unde și-a înstrăinat mulți dintre susținătorii săi rămași, Heraclid a fost în cele din urmă ucis de mâna lui Tomșa însuși. O pictură murală cu victoria sa din 1561 a existat pe pereții palatului său, dar a fost în cele din urmă distrusă. Verbia a fost martora unei a doua bătălii în 1600, când Mihai Viteazul a reușit să-l înlăture pe domnul Moldovei, Ieremia Movilă.

## Context

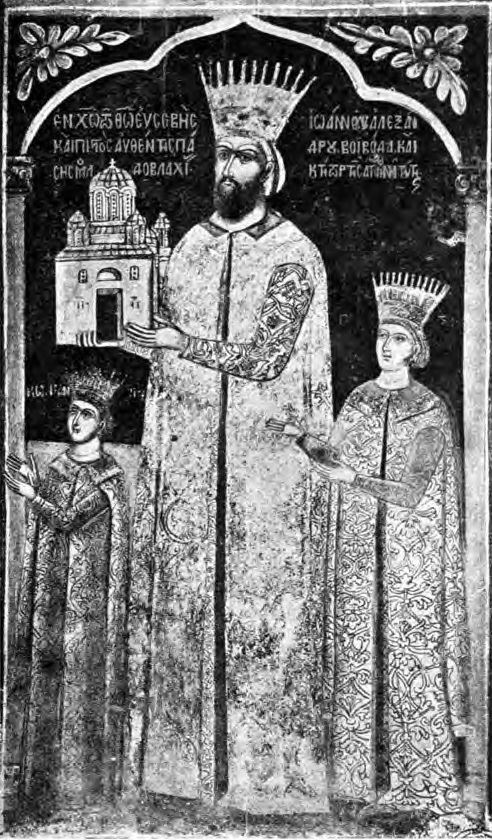
Domnitorul Alexandru Lăpușneanu pe o ilustrație din Enciclopedia României, 1938.

Heraclid, un aventurier și falsificator de origine greacă malteză, s-a pretins, printre altele a fi un nepot al lui Ștefan cel Mare. Diversele sale legături cu Moldova au inclus relatări despre tatăl său, Ioan Heraclides. Potrivit relatării lui Iacob, Ioan fusese ucis pe teritoriul Moldovei, posibil la Hârlău. El a dat vina pentru această execuție fie pe otomani, fie pe domnitorul Ștefăniță (a domnit între 1517–1527).  Pretendentul și-a construit cariera în calitate mercenar începând cu anul 1553, când a devenit expert militar pentru Reichsarmatur (Armata Imperială Germană), asistând la lupte în timpul războiului din Flandra. La sfârșitul anului 1555, a devenit Conte Palatin Imperial. Cariera paralelă a lui Heraclid a fost de polemist religios și predicator. Implicarea lui în Reformă a început în 1554, când l-a cunoscut pe Philipp Melanchthon; unde a fost îndemnat să ia în considerare planurile pentru o unificare între credința protestantă și cea ortodoxă și a ajuns să vadă Moldova ca o piatră de temelie spre acest scop. În timp ce a răspândit credința sa în Polonia, el s-a îndepărtat de luteranismul principal, îmbrățișând calvinismul și, în cele din urmă, nontrinitarismul, deși a rămas discret cu privire la religia sa personală.
Heraclid a văzut pentru prima dată o oportunitate de a uzurpa puterea în Moldova la un moment dat înainte de 1558, când s-a întâlnit cu boierii care fugeau de persecuțiile lui Alexandru Lăpușneanu. Înfățișându-se ca rudă cu soția lui Lăpușneanu, Ruxandra Rareș, el a fost probabil susținut de calviniștii polonezi și de arhiducele Maximilian, care la vremea aceea făceau o alianță între ei. După ce a petrecut timp la curtea lui Lăpușneanu din Suceava, a cooptat alți conspiratori, printre care pe medicul Giorgio Biandrata și pe patriarhul ortodox Ioasaf al II-lea. Încercarea lor de a-l otrăvi pe principe a eșuat, forțându-l pe Heraclid să fugă din țară.
În timp ce vizita Regatul Ungariei de Est se întâlnește cu regina văduvă Isabella Jagiellon și încheind o alianță cu Olbracht Łaski. Ulterior, la Kesmark cei doi au primit o delegație de boieri moldoveni, care includea și reprezentanți ai Mitropoliei. Aceste figuri au cerut Sfântului Imperiu Roman, și în special lui Maximilian, să-l detroneze pe Lăpușneanu, declarându-și sprijinul pentru încoronarea lui Heraclid ca domnitor. La sfârșitul anului 1560, după ce au primit sprijinul tacit al lui Maximilian, Heraclid și Łaski au început să planifice invazia Moldovei. Trupele lor erau comandate de Anton Székely și numărau până la 2.000 de ostași; printre care aprox. 500 de protestanți polonezi, precum și o garnizoană de archebuzieri din Spania habsburgică, sub comanda căpitanului Pierre Roussel (sau Rossillio), el însuși provenind din Țările de Jos habsburgice.
Deși populară în rândul disidenților religioși polonezi, expediția a fost privită cu scepticism de către protestanții occidentali: Hubert Languet⁠(d) a scris că Heraclid și Łaski erau „frați în nebunie”. De asemenea, a fost privit cu teamă de moldovenii obișnuiți: Cronica lui Azarie îi descrie pe acești „oameni din toate limbile” ca având „cruzimea leilor”, în timp ce conducătorul lor era un „șarpe”. Forța lui Heraclid a pregătit invazia prin Rutenia, dar Łaski nu a reușit să obțină aprobarea regelui polonez Sigismund al II-lea August. Preferând să-l păstreze pe Lăpușneanu ca vasal, Sigismund i-a ordonat lui Mikołaj Sieniawski⁠(d) să-l aresteze pe Łaski și pe Heraclid; acesta din urmă a scăpat de arest înscenând propria moarte.

## Bătălia

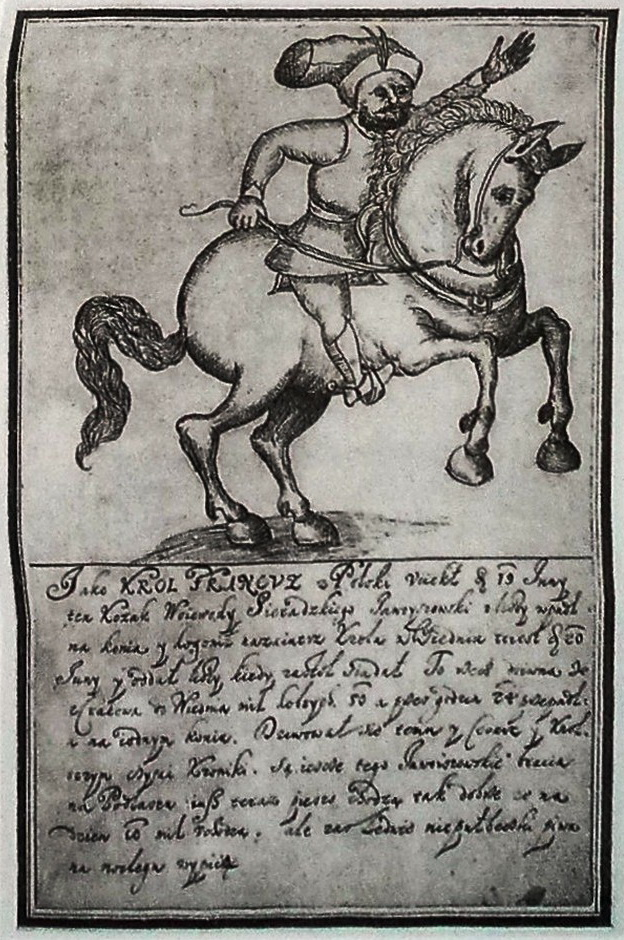
Unul dintre cavalerii cazaci ai lui Łaski (desen dintr-un manuscris din 1587).

În 1561, Heraclid și-a modificat strategia, căutând sprijin de la Poarta otomană. Întrucât sultanul Suleiman Magnificul nu a respins în mod explicit posibilitatea de a-l recunoaște pe Heraclid drept domn, regele polonez nu mai avea un motiv strategic pentru a se opune conspirației lui Łaski. Mai mult, Heraclid a obținut un sprijin crucial de la Iosif Nasi, un evreu de la curtea otomană, care era atunci „una dintre cele mai influente figuri de la Poartă”. Este posibil, dar nu dovedit definitiv, că el a luat și directive de la Cavalerii Ospitalieri, și în special de la Marele Maestru Jean Parisot de Valette⁠(d). Cu noi sponsorizări, a reușit să angajeze mai mulți cazaci zaporojeni, care își făceau una dintre primele lor apariții în Moldova la acel moment. Pe lângă Székely și Roussel, armata rebelă includea acum un francez, căpitanul Vilelle, și 100 de silezieni, sub conducerea lui Peter Soldicki.
O scrisoare a negustorului florentin Antonio Pandolfi notează că Lăpușneanu le-a cerut boierilor săi să întindă o capcană lui Heraclid. Ei și-au reînnoit apelurile pentru ca Heraclid să invadeze Moldova, știind că trupele lui Lăpușneanu erau cu mult superioare ca număr. Pandolfi sugerează că forța de invadare avea „1.200 de călăreți și 600 de trupe pe jos”, inclusiv 860 de mercenari „în mare parte maghiari”; moldovenii aveau între timp 19.000 de călăreți (5.000 dintre ei boieri și urmașii lor) și 700 de archebuzieri, însă, marea majoritate a armatei era formată din țărani. Archebuzierii erau probabil toți de origine otomană: deși Despotul obținuse aprobarea otomană, sursele sugerează că Lăpușneanu mai păstra un batalion de ieniceri, înarmați cu „arme persane”. Pandolfi mai scrie că de partea moldovenească mai existau și alți mercenari, inclusiv 800 de călăreți de origine turcă ori tătară. Totalul este estimat de istoricul militar Nicolae Bălcescu la „25.000 de militari”.
Noua expediție a fost justificată de Łaski cu un discurs pe care l-a ținut (sau a pretins că l-a ținut) în fața trupelor sale; în ea, l-a echivalat pe Heraclid cu Heracle și pe Lăpușneanu cu Diomede. În această perioadă Lăpușneanu se plânge lui Suleiman, că Sfântul Imperiu Roman manevrează împotriva influenței otomane prin uneltirile lui Heraclid. Încercarea domnitorului de a rezista a fost coerentă, dar slăbită sever de eșecurile sistemului său de taxe, deoarece multe miliții au refuzat să se ralieze cu forțele militare moldovenești; Lăpușneanu spera să compenseze acest lucru prin obținerea sprijinului din Țara Românească, condusă atunci de Petru cel Tânăr. Pandolfi relatează că trupele țărănești, în general, au renunțat la domnul lor, protestând: combatta il Re con li suoi Baroni, che hanno fatto tante ingiustizi („Lasă-l pe Rege și pe boierii săi să lupte cu acesta, cu toate nedreptățile ce le-a comis").
Łaski și Székely au condus invazia: înfrângând unitățile avangarde de cavalerie ale lui Lăpușneanu, conduse de Moțoc, oprindu-se în fața Siretului. Loialiștii lui Lăpușneanu, pe de altă parte, s-au întărit pe malul vestic al râului, așteptând întăririle muntene. Se pare că Székely a neutralizat această amenințare corupându-l pe Moțoc, care a acceptat să-și trădeze domnitorul. Bătălia decisivă a fost purtată lângă Verbia, aceasta era o locație strategică pe drumul dintre cetatea Hotinului și Suceava, situată pe malul stâng al râului Jijia. Armata lui Lăpușneanu a fost lăsată dezvăluită de Moțoc și cavaleria sa, care a trecut de partea lui Heraclid în timpul luptei propriu-zise. Biograful contemporan, Johannes Sommer, a sugerat că puterea de foc a archebuzelor a avut o contribuție decisivă în luptă, deoarece „majoritatea [moldovenilor] nu văzuseră niciodată acele bombarde portabile, așa că ei și caii lor au fost surprinși de zgomotul puternic al acestor noi arme”. În timp ce loialiștii aveau tunuri proprii, acestea erau cu rază foarte scurtă de acțiune și toate aveau ca scop oprirea infanteriei în trecerea podului peste Jijia.

## Consecințe
Istoricul Bălcescu analizează Verbia ca dovadă că poporul moldovenesc a încetat să mai lupte „pentru națiunea și libertatea sa” сătre această perioadă, adică „progresul său în arta militară” a intrat în impas. După cum notează, Lăpușneanu, „cu toată superioritatea numerică a armatei sale, cu tot curajul personal de care a dat dovadă, a pierdut [la Verbia], fiind needucat în ceea ce privește folosirea corectă a artileriei, nedorind să intre în ofensivă la momentul potrivit și oferind o apărare slabă odată ce a fost atacat”. Victoria de la Verbia i-a dat despotului controlul asupra majorității Moldovei, deși ciocnirile au continuat. 
La zece zile de la bătălie, 260 de ieniceri se baricadaseră în curțile interioare ale Botoșaniului, pregătindu-se pentru o confruntare cu mercenarii maghiari ai lui Heraclid, care au năvălit orașul; ungurii au câștigat lupta, sărind peste garduri și ucigând ienicerii „până la ultimul”. O bătălie finală împotriva loialiștilor lui Lăpușneanu a avut loc în Țara de Jos, la Huși. Alungat și nevoit să caute protecția turcilor, Lăpușneanu și-a plâns soarta, menționând că ar fi mai bine „să trăiască printre fiarele sălbatice”.
Ocupând Vasluiul pe 2 decembrie, Heraclid a emis edictul său de toleranță față de toate ramurile creștinismului, ordonând încetarea atacurilor predecesorului său asupra credințelor neortodoxe. Actul a fost, de asemenea, o invitație pentru protestanții care se confruntau cu persecuție în alte părți ale Europei de a coloniza Moldova. În lunile următoare, el a reușit să-l împiedice pe Suleiman să organizeze un raid punitiv asupra Moldovei, asigurându-l că nu intenționează să știrbească supunerea Moldovei față de Poartă. Cu toate acestea, el a început să-și enunțe planul de restabilire a vechilor virtuți în Principatele dunărene și Transilvania, sugerând eliberarea „Daciei” de acest vasalaj. De asemenea, l-a trimis pe Roussel într-o misiune în Europa cu propuneri pentru o cruciadă anti-otomană. Aceasta a presupus pretenții teritoriale asupra maghiarilor în est, de la care cerea Ciceul și Cetatea de Baltă; se pare că l-a susținut pe un favorit de-al său pentru a prelua domnia în Transilvania.

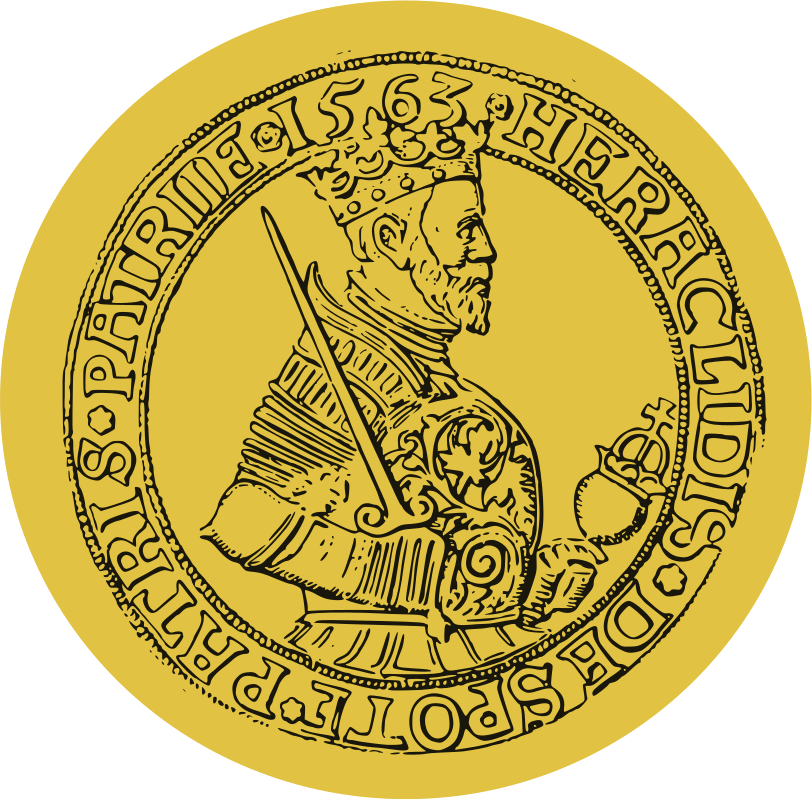
Efigie a lui Iacob Heraclid pe talerul său moldovenesc din 1563. Pe baza schiței din Enciclopedia României, 1938.

Heraclid a domnit de la Suceava, unde a pictat bătălia de la Verbia pe zidurile palatului domnesc; opera nu a supraviețuit în timpurile moderne. Politicile sale religioase excentrice, începând cu interzicerea divorțurilor, au atras imediat suspiciuni de la mulți dintre supușii săi ortodocși. Tensiunile s-au aprins în timp ce a ordonat ca raclele și alte obiecte religioase să fie topite pentru lingouri, deși rămâne neclar dacă aceasta a fost o manifestare a iconoclasmului protestant sau doar de natură utilitară. Moldovenii s-au înfuriat și când domnitorul le-a ordonat să plătească câte un ducat pentru fiecare gospodărie. Ei au fost împinși într-o rebeliune deschisă când apăruse semnele că el intenționa să stabilească o dinastie protestantă prin căsătoria cu una dintre fiicele lui Marcin Zborowski⁠(d).
Din ce în ce mai izolat după alianța sa matrimonială eșuată cu Zborowski, Heraclid l-a chemat pe Łaski și l-a numit moștenitor. În câteva săptămâni, relațiile dintre cei doi s-au înrăutățit dramatic din cauza chestiunilor financiare, iar înțelegerea a fost anulată. În timpul Euharistiei, clerul de rang înalt a atentat la viața lui Heraclid, dar a eșuat și a fost decimat. Complotul a fost reluat de boierii Moțoc și Iosif Veveriță, care au renunțat la sprijinul acordat lui Heraclid și l-au chemat pe Ștefan Tomșa. Acest lucru a dus la un război civil, cu Łaski ca arbitru și cu implicarea maghiarilor din est de partea lui Tomșa. În vara anului 1563, Dmîtro Vîșnevetski, hetmanul Siciului Zaporojean, a intervenit de asemenea în Moldova cu intenția probabilă de a pune mâna pe tronul despotului — și, inițial, cu sprijinul lui Łaski. În timpul acestor evenimente, Vîșnevetski și Łaski s-ar fi certat, permițându-i lui Tomșa să-l captureze pe hetman.  Vîșnevetski a fost mai târziu predat otomanilor, care l-au tras în țeapă.
Majoritatea trupelor de mercenari l-au părăsit pe Heraclid până la sfârșitul anului 1562, lăsându-l cu trupe în mare parte maghiare. Mulți dintre ei au fost uciși la Sipoteni, după ce Tomșa le-a organizat o masă festivă. Controlând în continuare Suceava, Heraclid conta doar pe loialitatea a 656 de oameni. În timpul asediului, el a început să suspecteze propriul său comandant de garnizoană, căpitanul Devay (ori Devan sau Dervici), că pregătea trădarea. Ordonând ca Devay să fie executat, probabil și-a împins soldații să recurgă la dezertare. Se presupune că Heraclid a fost ucis de Tomșa însuși la predarea lui în noiembrie 1563. Printre supraviețuitorii de la Verbia și Sipoteni, spaniolii lui Roussel au rămas loiali domnitorului până în ultima zi a domniei sale. Un masacru ulterior, a fost raportat de Pandolfi, care notează că maghiarii și italienii au fost linșați în toată Moldova, odată ce Despotul s-a predat;el fiind probabil unul dintre supraviețuitori.
Tomșa și Moțoc nu au reușit să câștige recunoașterea domniei lor și au fost uciși în cele din urmă cu acordul turcilor. Lăpușneanu, care probabil și-a petrecut perioda dată în calitate de sclav pe galere, s-a întors în 1564 pentru a inaugura o perioadă a terorii, pedepsindu-i pe boieri pentru trădarea lor. Potrivit unei evaluări revizioniste a istoricului Virgil Cândea, acesta „se pare că a ucis doar 12 boieri, și anume pe cei care l-au trădat la Verbia în 1561”. În acel interval, Roussel a reapărut ca susținător al unui alt pretendent rival, Ștefan Mâzgă.
Verbia a fost din nou locul unei bătălii majore la începutul anului 1600, în apogeul Războaielor magnaților moldoveni. O forță muntenească sub conducerea lui Mihai Viteazul l-a învins aici pe domnitorul Ieremia Movilă, realizând o unire politică de scurtă durată între Țara Românească, Transilvania și Moldova.